# Jori Dupont
Jori Dupont, né le 8 février 1985, est un homme politique belge du Parti du travail de Belgique.

## Biographie

### Jeunesse et vie professionnelle
Jori Dupont suit des études secondaires à Saint-Luc, à Liège. Il y rencontre des communistes et est intéressé par leurs idées ; il rencontre également le PTB à l'époque, mais jugeant le parti trop dogmatique, il n'y adhère pas.
Il suit des études en infographie puis travaille pendant un temps dans une société de jeux vidéos. Cette dernière faisant faillite, il déménage à Tournai afin de travailler comme ouvrier pendant trois ans à Pairi Daiza. Il y est témoin d'injustices sociales et de licenciements très secs, le poussant à se syndiquer. Après Pairi Daiza, il enchaîne diverses formations via le Forem et la Technocité.
Aujourd'hui, Jori Dupont travaille comme intégrateur web à la Plaine de l'Image, une start-up d'infographie et de création web à Roubaix.

### Engagement au PTB
Concevant son engagement syndical comme devant être étroitement lié à un combat politique, il est déçu par le PS qui n'est plus présent aux côtés des travailleurs pendant leurs luttes. Il finit par devenir membre du PTB en 2013, le parti étant présent lors des luttes ouvrières et s'étant renouvelé en 2008 afin d'être moins dogmatique. Il devient ensuite le président de la section du PTB à Tournai. Aujourd'hui, il coordonne les activités du parti en Wallonie picarde.

#### Député wallon
Aux élections régionales du 26 mai 2019, il est élu au Parlement wallon pour la circonscription de Wallonie picarde.
Défense de l'environnement
Jori Dupont est notamment connu pour avoir révélé l'affaire des PFAS à Chièvres en région wallonne lors de l'ancienne législature, à une époque où la Ministre de l'Environnement était Céline Tellier (Ecolo). Ce scandale environnemental a attiré l'attention sur la contamination de la zone par des substances chimiques dangereuses, suscitant de vives réactions politiques et médiatiques.
Patrimoine culturel
Depuis 2024 il est président de la commission Tourisme et patrimoine du parlement wallon.